# 八坂社 (加須市)
八坂社（やさかしゃ）は、埼玉県加須市の神社。

## 歴史
創建年代は不明である。ただ江戸時代は「牛頭天王社」と呼ばれていたことから、その頃までには既に存在していたものと推測される。近くの吉祥寺が別当寺であった。
明治初期、神仏習合色が強い「牛頭天王社」から「八坂社」に改称し、祭神も牛頭天王から素戔嗚命に変更した。
1872年（明治5年）、近代社格制度に基づく「村社」に列せられた。1889年（明治22年）に三島社を合祀した。1908年（明治41年）の神社合祀により、周辺の5社が合祀された。

## 交通アクセス
- 路線バス保健所入口停留所より徒歩31分。